# Atentado en Uagadugú de 2016
El 15 de enero de 2016, tres hombres armados con rifles atacaron el restaurante Cappuccino  frecuentado por extranjeros y hombres de negocios locales y el Splendid Hotel en el centro de Uagadugú, la capital de Burkina Faso donde se albergan habitualmente expatriados, soldados franceses y estadounidenses, miembros de la ONU y diplomáticos locales. Fueron asesinadas 30 personas  -entre ellas al menos 19 extranjeros, una de las víctimas murió a causa de las heridas dos días después- y unas cincuenta resultaron heridas. Un total de 176 rehenes fueron liberados del hotel en un contraataque de las fuerzas de seguridad locales apoyadas por franceses y estadounidenses. Durante la operación de rescate fueron abatidos tres terroristas en el bar Taxi-Brousse. Este ataque fue el primer gran atentado terrorista en la historia de Burkina Faso.
Fue perpetrado por el batallón Al Murabitun que se sumó a Al Qaeda del Magreb Islámico en diciembre de 2015. En un comunicado AQMI que reivindicó el atentado, profirió amenazas contra Francia y calificó su acción de "venganza contra Francia y el Occidente infiel" según la traducción del Grupo Site Intelligence que monitorea medios yihadistas. En otro comunicado AQMI dio el nombre de los terroristas abatidos durante el asalto:  al-Battar al-Ansari, Abu Mohammed al-Buqali al-Ansari y Ahmed al-Fulani al-Ansari. En el comunicado se incluyen sus fotografías, dos de ellos son negros y el tercero, según los investigadores, con la piel más clara, podría ser árabe o tuareg. Apenas tenían 20 años.

## Trasfondo
La situación del Sahel se ha ido deteriorando en los últimos años. Tras la Guerra de Libia de 2011 y la inestabilidad del país, una importante franja de desierto quedó a merced de grupos armados yihadistas. Primero se desplazaron hacia el norte de Malí. Posteriormente, tras la presión de las tropas francesas con la operación Barkhane en 2015 estos grupos armados empezaron a actuar en Burkina Faso.
El 4 de abril de 2015 por primera vez se secuestró a un occidental en territorio burkinés: un oficial de seguridad rumano secuestrado en Tambao, en el norte del país entre la frontera de Malí y Níger.
El 23 de agosto fue atacada una patrulla de policía en la misma zona y murió un gendarme. El 9 de octubre en Samoroguan, cerca de la frontera con Malí murieron otros tres policías en el asalto del cuartel por parte de un grupo islamista.
La inestabilidad interna también pesa. En 2014 una revuelta popular en Burkina Faso de 2014 derrocó al presidente Blaise Compaoré en el poder desde 1987 y se desmantelaron los servicios secretos. Su jefe histórico Gilbert Diendéré fue detenido en octubre de 2015. También quedó fuera de la estructura de gobierno el mauritano Mustafa Limam Chafi, consejero especial de Compaoré que mantenía estrechos lazos con los jefes de los grupos yihadistas del Sahel y que incluso fue mediador para la liberación de algunos extranjeros secuestrados en la zona, entre ellos dos diplomáticos canadienses de la ONU y tres cooperantes españoles. Según algunos medios de comunicación, éste tenía un "pacto de no agresión tácito" con ellos que preservó hasta ahora a Burkina Faso de la amenaza terrorista a cambio de cerrar los ojos al tráfico y al movimiento de estos grupos en su territorio. El entorno del nuevo presidente Roch Marc Christian Kaboré elegido tras las elecciones de noviembre de 2015 acusa a los "duros" del clan Compaoré de haber "teledirigido" este atentado de Uagadugú.
Por otro lado Burkina Faso forma parte del grupo G5 Sahel creado para frenar el avance del terrorismo yihadista en la zona. El Hotel Splendid y el restaurante Cappuccino era frecuentado por las tropas francesas en que forman parte de la Operación Barkhane.
El mismo 15 de enero, horas antes del ataque en la capital, alrededor de las 14:00 (hora local), según el ejército de Burkina Faso cerca de 20 «individuos no identificados fuertemente armados» atacaron una comisaría en la villa de Tin Abao, cerca de la frontera con Malí. Durante la misma noche fue secuestrada una pareja australiana -inicialmente se identificó como austríaca- en el norte del país, también cerca de la frontera con Malí. 

## Ataques

### Cappuccino y Splendid Hotel

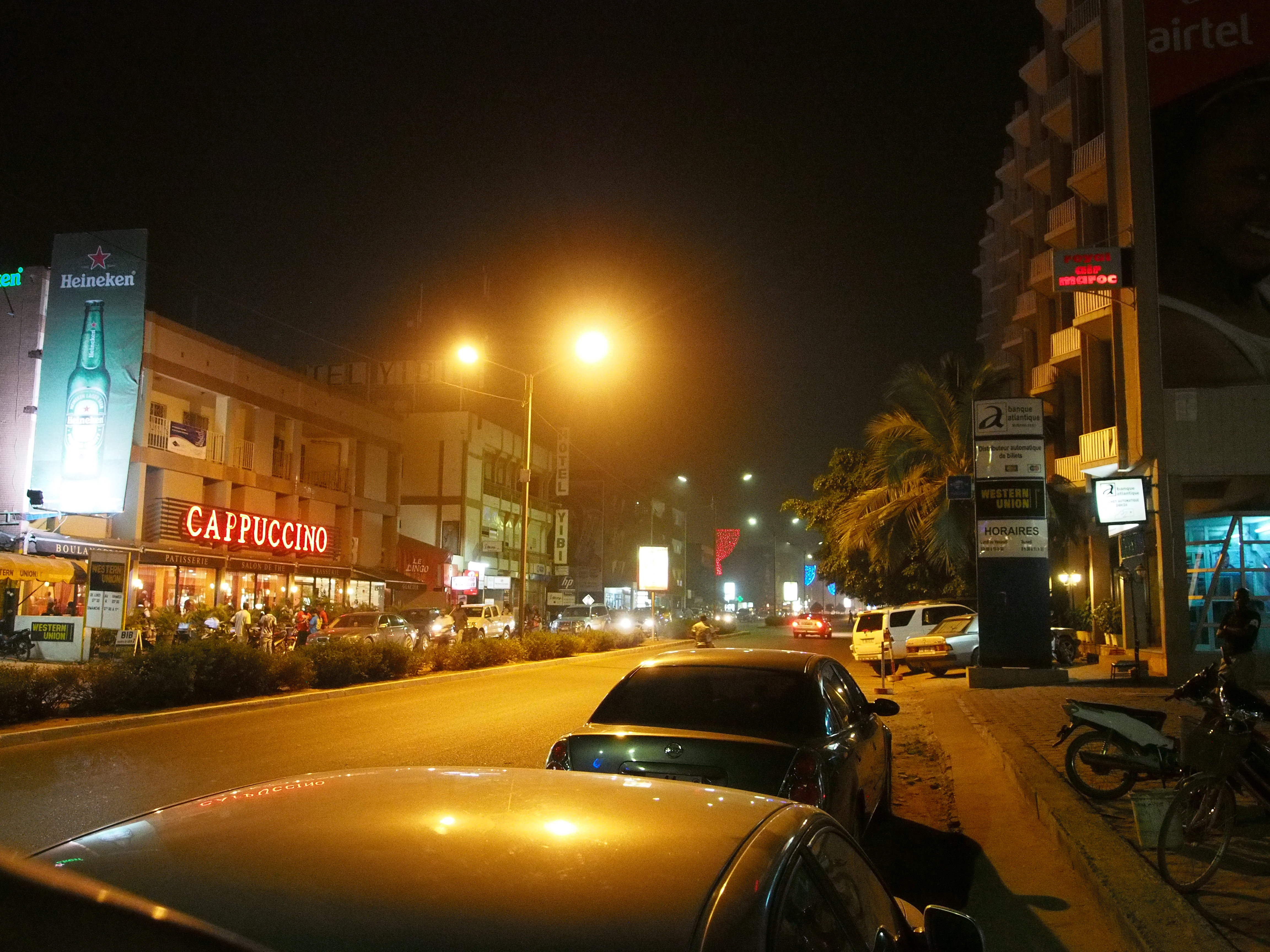
el restaurante Cappuccino, 2012.

El 15 de enero de 2016, a las 19:45 GMT, tres hombres se acercaron caminando con rifles escondidos entre la ropa hasta la terraza del restaurante Cappuccino, situado frente al Hotel Splendid, un hotel-casino de cuatro estrellas y 147 habitaciones. Ambos lugares ubicados en avenida Kwame Nkrumah en el sector financiero del centro de Uagadugú, son frecuentados por hombres de negocios y turistas extranjeros, especialmente occidentales. El hotel también era utilizado por personal diplomático de las Naciones Unidas y por las tropas de Francia que participan de la operación Barkhane, que combate el yihadismo terrorista en el Sahel, con base en Chad.
Empezaron a disparar en el restaurante Cappuccino donde se produjeron 26 de las víctimas del atentado. Algunos rehenes declararon que los yihadistas, que hablaban árabe entre ellos, disparaban a todos los hombres y mujeres, especialmente blancos o con apariencia occidental que encontraban a su paso. Posteriormente quemaron varios vehículos estacionados en la calle y se atrincheraron en el Hotel Splendid donde además de los huéspedes del hotel se encontraban decenas de clientes, entre ellos miembros de la Agencia para la Seguridad de la Navegación Aérea en África y Madagascar (ASEGNA) que organizó una cena a la que asistieron 200 personas. En el hotel Splendid, según investigaciones posteriores, habían alquilado una habitación donde planearon el ataque.

#### Contraataque
A las 21:00, llegaron al lugar los primeros policías que informan a las unidades especiales de la gendarmería. Sobre las 22:00, las fuerzas especiales burkinesas se posicionaron en torno a la avenida Kwame-N'Krumah mientras una quincena de soldados franceses del campamento de Kambou N'sin se suman al dispositivo además de elementos de las fuerzas especiales estadounidenses. En total, según el capitán Guy Hervé Yé, entre 150 y 200 hombres. Según sus declaraciones, la duda sobre el número de asaltantes pertrechados en el hotel ralentiza la operación de rescate. También la espera de la llegada de unidades francesas que están desplazando urgentemente desde Gao en Malí.
Las llamas estaban afectando al restaurante Cappuccino por lo que se organiza un primer escuadrón que rescata a 45 personas para trasladarlas al Ministerio de la Función Pública donde se organiza las primeras atenciones a los heridos y las identificaciones. El escuadrón que les trasladaba fue tiroteado. 
Entre las 00:30 y la 1:00 de la madrugada aterrizan las fuerzas francesas procedentes de Malí y empieza el asalto al Hotel Splendid. Según la narración del capitán Guy Hervé Ye, una unidad estadounidense pasó a través del hotel vecino Palm Beach para empezar a rescatar a los rehenes del ala derecha mientras las tropas francesas y burkinesas entran por la puerta sur. En el hall explotó una granada y todo estaba quemado. Recorrieron el hotel planta a planta sin encontrar a los terroristas.

### Hotel Yibi y el barTaxi-Brousse
Durante el caos y protegidos por el humo de los coches incendiados los asaltantes escaparon del hotel Splendid, se desplazaron al Hotel Yibi y finalmente al bar Taxi-Brousse. Sobre las 7:00 de la mañana se produjo un nuevo tiroteo. Uno de los agentes especiales resultó herido y por la trayectoria de las balas identificaron el lugar de donde procedían: el bar Taxi-Brousse donde los yihadistas se atrincheraron con granadas y kalachnikovs hasta morir.

## Investigaciones posteriores
Según las primeras investigaciones los tres asaltantes, de apenas 20 años de edad, habían preparado la operación con esmero. Habían reservado una habitación en el Hotel Splendid, cambiaron en varias ocasiones de vestuario para despistar y disponían de una gran cantidad de munición y granadas. Se sospecha que en el hotel tenían cómplices que no iban armados y que escaparon durante la evacuación de los clientes. Las cámaras de seguridad grabaron a cuatro hombres hablando con los asaltantes. Interrogados por los servicios de seguridad son sospechosos de haber prestado apoyo logístico y operacional.
Los servicios de seguridad creen que este ataque podría tener relación con otras operaciones yihadistas en territorio de Burkina Faso: horas antes del ataque en Tin Abao, cerca de la frontera con Malí fue asaltada una patrulla de gendarmes y en el ataque murieron dos policías. Al mismo tiempo que se producía el asalto en Uagadugú en Djibo, en el norte del país, fueron secuestrados una pareja de octogenarios australianos.

## Víctimas
| Ciudadanía     | Muertes |
| -------------- | ------- |
| Burkina Faso   | 8       |
| Canadá         | 6       |
| Estados Unidos | 1       |
| Francia        | 3       |
| Libia          | 1       |
| Países Bajos   | 1       |
| Portugal       | 1       |
| Suiza          | 2       |
| Ucrania        | 4       |
| Otros          | 3       |
| Total          | 30      |

La cifra de víctimas se modificó con el paso de las horas, inicialmente se reportaron 20 fallecidos, posteriormente 23, después 29 y finalmente 30 tras la muerte el 18 de enero, de una de las personas heridas, la fotógrafa franco-marroquí Leila Alaoui que estaba en un coche frente al restaurante Capuccino cuando se produjo el ataque y recibió varios disparos. Se encontraba realizando una misión para Amnistía Internacional. También falleció su conductor Mahamadi Ouédraogo.
También hubo una treintena de heridos.  La mayoría de las víctimas se produjeron en el restaurante Cappuccino en el interior y en la terraza. Además de varios clientes fueron asesinados, como así también un empleado, Mamadou Sigue, y cuatro miembros de la familia del propietario italiano, Gaetano Santomenna, entre ellos su esposa y su hijo de 9 años. Según una fuente de seguridad, 26 de las 29 víctimas -27 de las 30 tras la muerte de Alaoui que resultó gravemente herida en el ataque- murieron en este café-restaurante. De estos 26, 17 estaban dentro del local y otros nueve en la terraza.
Otro cadáver fue encontrado en el hotel Splendid y otro en el bar "El Taxi Brousse", donde finalizó el ataque y fueron abatidos los tres yihadistas que lo perpetraron.
Sobre la nacionalidad de los muertos hay informaciones oficiales no coincidentes y todavía provisionales porque quedan al menos siete cuerpos sin identificar:
- según el ministro del Interior de Burkina Faso Simon Compaoré hay 4 canadienses, 3 ucranianos, 2 franceses, 2 suizos, 2 portugueses y 1 holandés, es decir 14 extranjeros, además de 8 ciudadanos de Burkina Faso.[31]
- según el procurador Maiza Sereme: hay 4 canadienses, 2 ucranianos, 1 franco-ucraniana, 2 franceses, 2 suizos, 1 portugués, 1 holandés, 1 estadounidense y 1 libio además de 7 ciudadanos locales.[31]
- El 18 de enero se identificaron oficialmente los otros dos canadienses pendientes de identificar además de otro burquinés.[30]

En el hotel se encontraban personas de 18 nacionalidades diferentes. Las dos víctimas mortales oriundas de Suiza eran Jean-Noël Rey, exmiembro del parlamento suizo y exdirector de la empresa suiza de correos y telecomunicaciones públicas, y Georgie Lamon, también un exparlamentario, que habían estado visitando una escuela fundada por una asociación suiza. El gobierno ucraniano confirmó que entre las víctimas hay una familia ucraniana, incluido un niño de 9 años. De los seis canadienses fallecidos, cuatro de ellos eran miembros de una misma familia originaria de Quebec, otro de ellos era amigo de dicha familia y el restante también era de Quebec.

## Responsabilidad
Al Qaeda del Magreb Islámico reclamó la responsabilidad por el ataque. El Grupo de Inteligencia SITE citó una declaración del grupo que leía: «[Los] hermanos mujahideen [...] irrumpimos en el restaurante de uno de los mayores hoteles de la capital de Burkina Faso y ahora estamos atrincherados y los choques continúan contra los enemigos de la religión». También se publicó un documento que describió la razón del ataque de «venganza contra Francia y Occidente», y que los militantes eran parte del grupo Al Murabitun que en diciembre de 2015 declararon su lealtad a AQMI.
Testigos presenciales dijeron que los autores eran «de piel clara» y hablaban una lengua no nativa del país. Más tarde, dos de los atacantes resultaron ser subsaharianos y uno árabe. Inicialmente se informó que entre los seis atacantes armados había dos mujeres según un anuncio hecho por el gobierno, sin embargo el embajador francés Gilles Thibault, negó este último dato asegurando que todos los atacantes eran varones. El gobierno burkinés agregó que se encontraron los cuerpos de tres atacantes «muy pequeños».
Una agencia privada de noticias de Mauritania difundió un mensaje del grupo islámico indicando que hubo más de 30 fallecidos. El portavoz no fue identificado pero si se reconoció que hablaba en árabe hassanía utilizado en el suroeste del Magreb.

## Reacciones

### En Burkina Faso
El presidente Roch Marc Christian Kaboré encabezó una reunión de emergencia con su gabinete y luego, junto con el primer ministro Paul Kaba Thieba, llegó a la escena del ataque al mediodía del 16 de enero. Allí Kaboré dijo que era «un ataque bárbaro que hay que luchar». También lo calificó de «cobarde y endemoniado». Se declaró luego duelo nacional durante 72 horas.
Las autoridades locales de Uagadugú impusieron un toque de queda desde las 23:00 del 15 de enero hasta las 06:00 del día siguiente.

### Internacionales
- Argelia — El Ministro de Relaciones Exteriores de Argelia, Ramtane Lamamra, condenó los ataques y expresó su solidaridad con las familias de las víctimas, el gobierno y el pueblo de Burkina Faso.[41]
- Argentina — El Ministerio de Relaciones Exteriores y Culto de la Argentina emitió un comunicado donde condenó enérgicamente el atentado, declarando que el país «subraya la necesidad de que el flagelo del terrorismo sea enfrentado con toda firmeza por el conjunto de la comunidad internacional, en el marco del derecho internacional y del respeto a los derechos humanos». También envió condolencias a Burkina Faso y a los países con conciudadanos fallecidos.[42]
- Canadá — Al anunciar la muerte de seis de sus conciudadanos, el primer ministro canadiense Justin Trudeau condenó «estos actos de violencia sin sentido contra civiles inocentes».[14]
- Costa de Marfil — El Presidente de la Asamblea Nacional de Costa de Marfil, Guillaume K. Soro expresó su «compasión y solidaridad al gobierno y al pueblo» de Burkina Faso.[43]
- España — El Ministerio de Asuntos Exteriores y de Cooperación de España declaró que no tenía constancia de víctimas españolas.[12]
- Estados Unidos — La embajada de Estados Unidos emitió un comunicado en Twitter indicando que si bien era consciente de la situación, no había ninguna indicación de cualquier ciudadano estadounidense en el interior del hotel y también instó a sus ciudadanos a evitar la zona del centro de la ciudad.[39] El portavoz del Departamento de Estado de los Estados Unidos ofreció condolencias por la muerte de su conciudadano y añadió que su familia «está con todos los afectados por esta brutalidad». También calificó el atentado como un «asalto sin sentido de personas inocentes».[44]
- Francia — La embajada de Francia en Uagadugú anunció que un ataque terrorista estaba en marcha e instó a sus ciudadanos a evitar la zona. Agregó también que no tenía conocimiento de si había ciudadanos franceses en el interior del hotel.[2][39] El consulado francés en la ciudad extendió la «zona roja» de peligrosidad en el país para los visitantes franceses, desaconsejando viajar a gran parte de Burkina Faso. Antes del ataque, se recomendaba prudencia para visitar la ciudad.[45]

El presidente francés, François Hollande, emitió un comunicado donde decía: «El Presidente de la República expresa su total apoyo al presidente Kaboré y al pueblo de Burkina Faso en la faz de este ataque odioso y cobarde que ha golpeado Uagadugú». El primer ministro Manuel Valls añadió en su perfil de Twitter: «Al golpear Burkina Faso, los terroristas han atacado de nuevo el mundo. Juntos vamos a responder y lo vamos a superar #JeSuisOuaga».
- Italia — El Ministerio de Relaciones Exteriores italiano Paolo Gentiloni confirmó la identidad de la víctima italiana, Michel Santomenna, de tan solo nueve años de edad. Era el hijo del restaurante-café Cappuccino.[47]
- México — La Secretaría de Relaciones Exteriores condenó los ataques por medio de un comunicado.[48]
- Reino Unido — El Ministerio de Relaciones Exteriores y de la Mancomunidad de Naciones del Reino Unido emitió un aviso para sus ciudadanos para que eviten visitar el país.[14]
- Rusia — El Ministro de Asuntos Exteriores de Rusia condenó los ataques.[49]
- Suiza — El Departamento Federal de Asuntos Exteriores de Suiza confirmó la muerte de dos ciudadanos suizos en el atentado y condenó el ataque «con la mayor firmeza». El consejero federal Didier Burkhalter declaró que estaba «profundamente triste» por «este acto de brutalidad».[50] Además se colocaron banderas a media asta en el Palacio federal de Suiza y la sede de gobierno del cantón del Valais, región de origen de los políticos suizos fallecidos.[51]
- Ucrania — Tras confirmar e informar sobre las víctimas ucranianas, el ministro de Asuntos Exteriores de Ucrania Pavlo Klimkin declaró que estaba «sorprendido por el ataque», que «era una tragedia para todos nosotros».[52]